# Nagy Imre (operaénekes)
Szokolay–Hartó Nagy Imre, névváltozat: Szakolcai (Mezőszentgyörgy, 1868. július 29. – Budapest, Ferencváros, 1937. február 25.) tenorista, színész.

## Életútja
Apja Nagy Károly, református ügyvéd volt, anyja Zsoldos Julianna római katolikus vallású. 1868. augusztus 3-án keresztelték Mezőszentgyörgyön. Elemi iskoláit Veszprémben végezte, majd Budapesten járt reáliskolába. Színpadra lépett 1889. október 1-jén, Egri Kálmánnál. Egy alkalommal Hoffmann meséiben beugrással megmentette az előadást, amire az akkor még ifjú kardalost szereplő-színésszé léptették elő. Járt Szegeden, majd Pécsre került, ahol abbahagyta a pályát és Konkoly Thege Miklós csillagdájában kapott alkalmazást, de csakhamar ismét visszatért a színészethez és meghódította Debrecen, Pozsony, Nagyvárad, Kecskemét, Székesfehérvár és Miskolc közönségét. 1923. január 1-én nyugalomba ment. 1934-ben áttért a reformátusról a római katolikus vallásra. Halálát tüdőlob okozta.
Első felesége Vertán Margit, színésznő, meghalt 1898. június 1-jén, Szatmárt, 23 éves korában. Második felesége a nála 11 évvel fiatalabb Füredi Makkos Adél (Bp, 1879. október 1. – Bp., 1948. július 9.) színésznő, Makkos József és Kovács Mária lánya, akivel 1899. december 19-én lépett frigyre Budapesten.